# 드라바강 (폴란드)

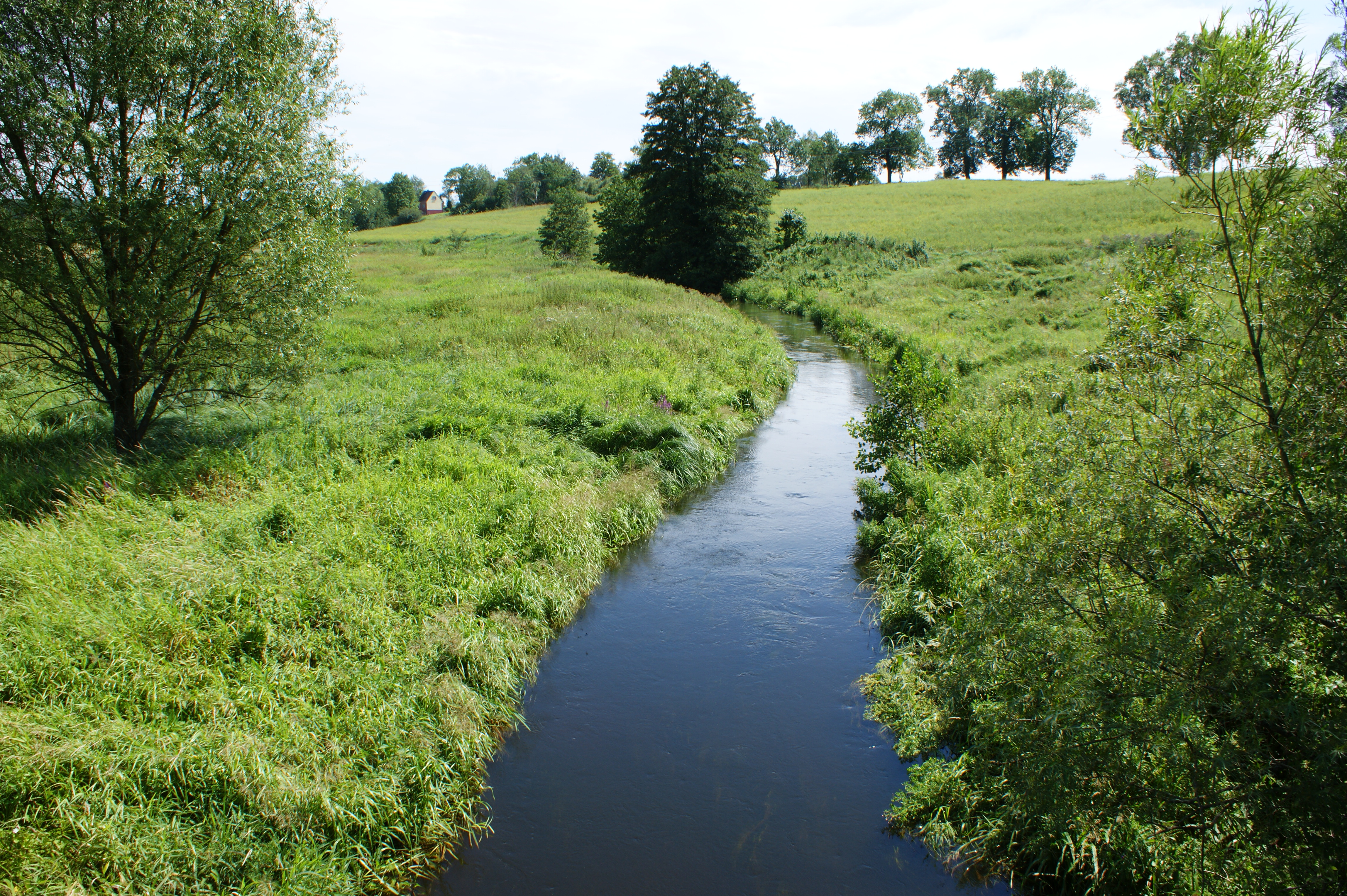
드라바강

드라바강(폴란드어: Drawa)은 폴란드의 강이다. 총 길이는 192 km이며, 유역 면적은 3291 km2다.